# Ectocyclops sarsi
Ectocyclops sarsi – gatunek widłonoga z rodziny Cyclopidae. Opisali go w 1985 roku biolodzy M.S. Mahoon i Z. Zia.